# Emma de Gurk
Emma o Hemma de Gurk (ca. 980 – 27 de juny de 1045) fou una noble austríaca, fundadora de monestirs. És venerada com a santa per l'Església Catòlica.

## Biografia
Emma era membre de la noble família de Peilenstein (Eslovènia), emparentada amb els Liutpolding de Baviera i l'emperador Enric II del Sacre Imperi Romanogermànic. Era comtessa de Zeltschach i fou educada a la cort imperial de Bamberg, amb l'emperadriu Cunegunda de Luxemburg. Es casà amb el comte Guillem de Friesach i de Sann, amb qui tingué dos fills, Hartwig i Guillem. La comtessa emprà la seva gran fortuna per a la caritat envers els més necessitats i ja en vida fou tinguda per santa. A més, fundà deu esglésies. Quan els seus marit i fills foren assassinats, cap al 1036, continuà amb la seva tasca religiosa. En 1043 fundà el monestir doble benedictí de Gurk (Caríntia, Àustria), on visqué la resta de la seva vida, fins al 1045.
En morir, l'abadia de Gurk fou dissolta pel bisbe de Salzburg, Gebhard, que n'utilitzà els béns per crear la diòcesi de Gurk-Klagenfurt en 1072 i l'abadia d'Admont en 1074, monestir benedictí masculí.

## Veneració
En 1174 Hemma fou sebollida a la cripta de la Catedral de Gurk, de la que se'n considerava fundadora. Fou beatificada el 21 de novembre de 1287 i canonitzada el 5 de gener de 1938 per Pius XI. És la santa patrona de la diòcesi de Gurk-Klagenfurt i de l'estat austríac de Caríntia, i és invocada per als parts i les malalties de l'ull.
També és venerada a Eslovènia i Estíria. El pelegrinatge a la seva tomba es feia travessant Carniola i el Pas de Loibl, el quart diumenge després de Pasqua, però entrà en declivi al segle xx, arran de les circumstàncies polítiques de la regió.

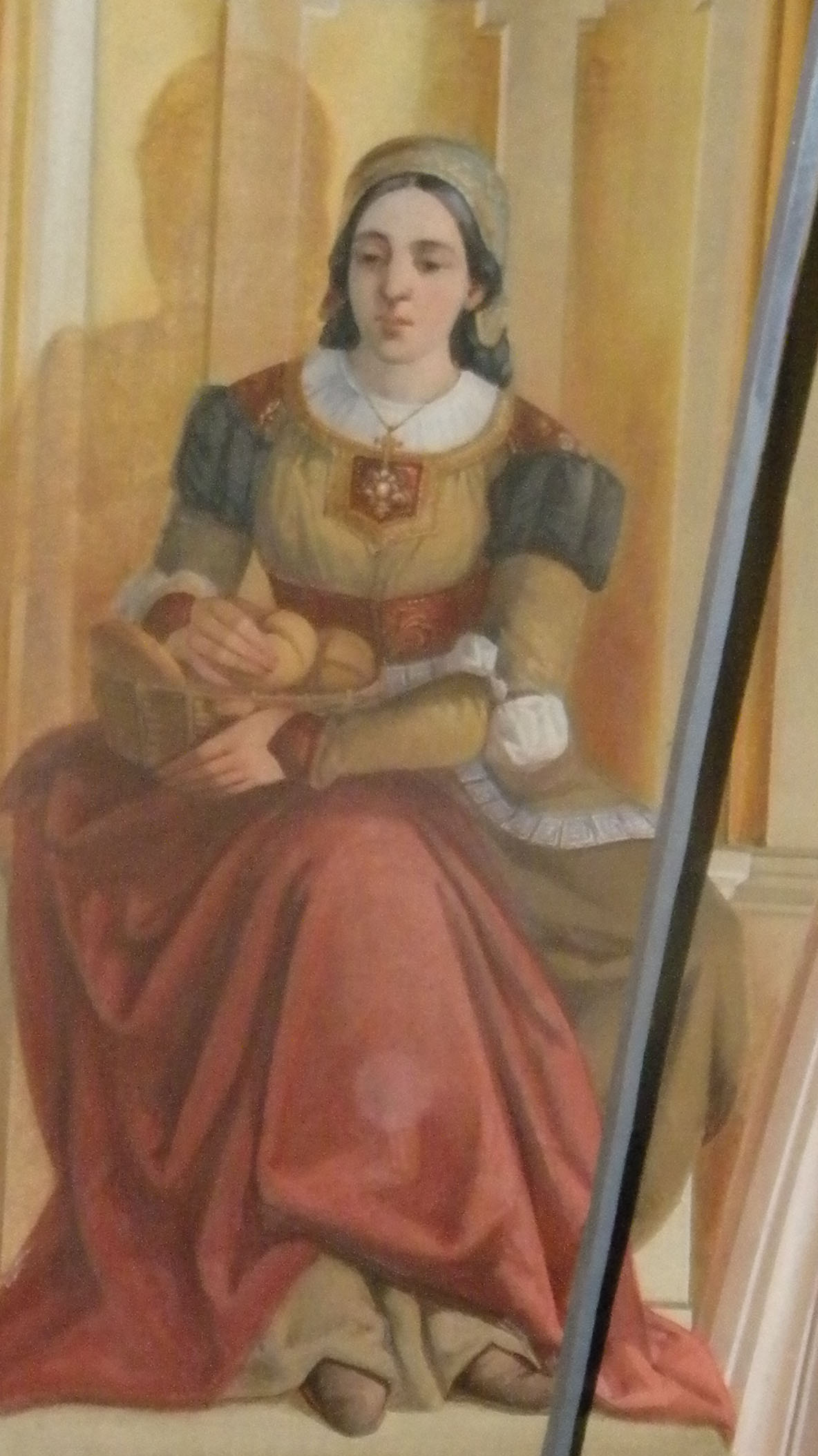
La santa en un fresc a Nova Cerkev (Eslovènia), per Ferdinand Fromiller
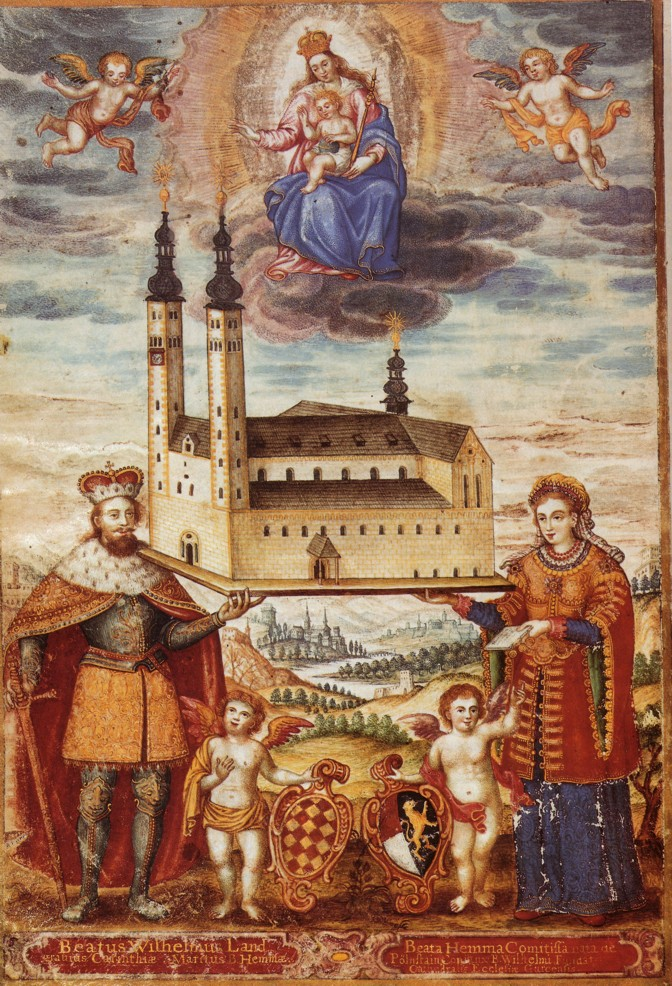
Pintura del s. XVII, amb Guillem i la seva esposa Emma de Gurk, amb la catedral de Gurk
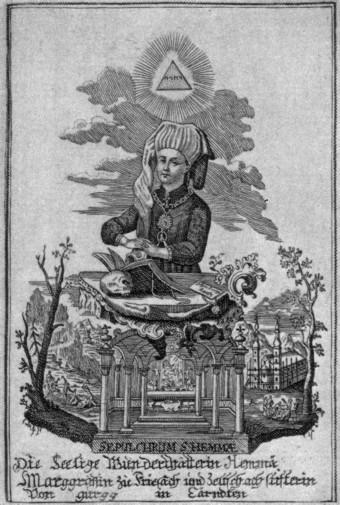
Estampa gravada de la santa, s. XVIII
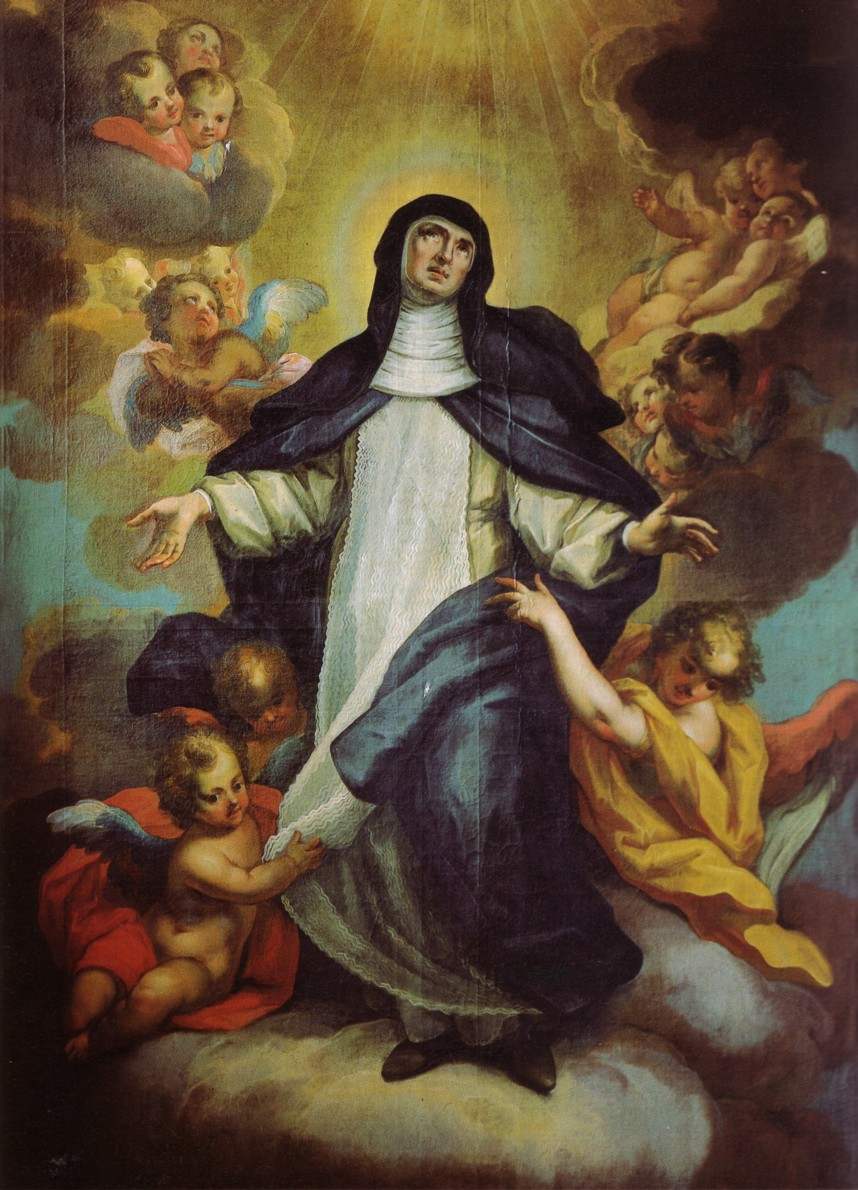
Apoteosi de Hemma, per Ferdinand Fromiller, ca. 1745 (Catedral de Gurk)

## Bibliografia

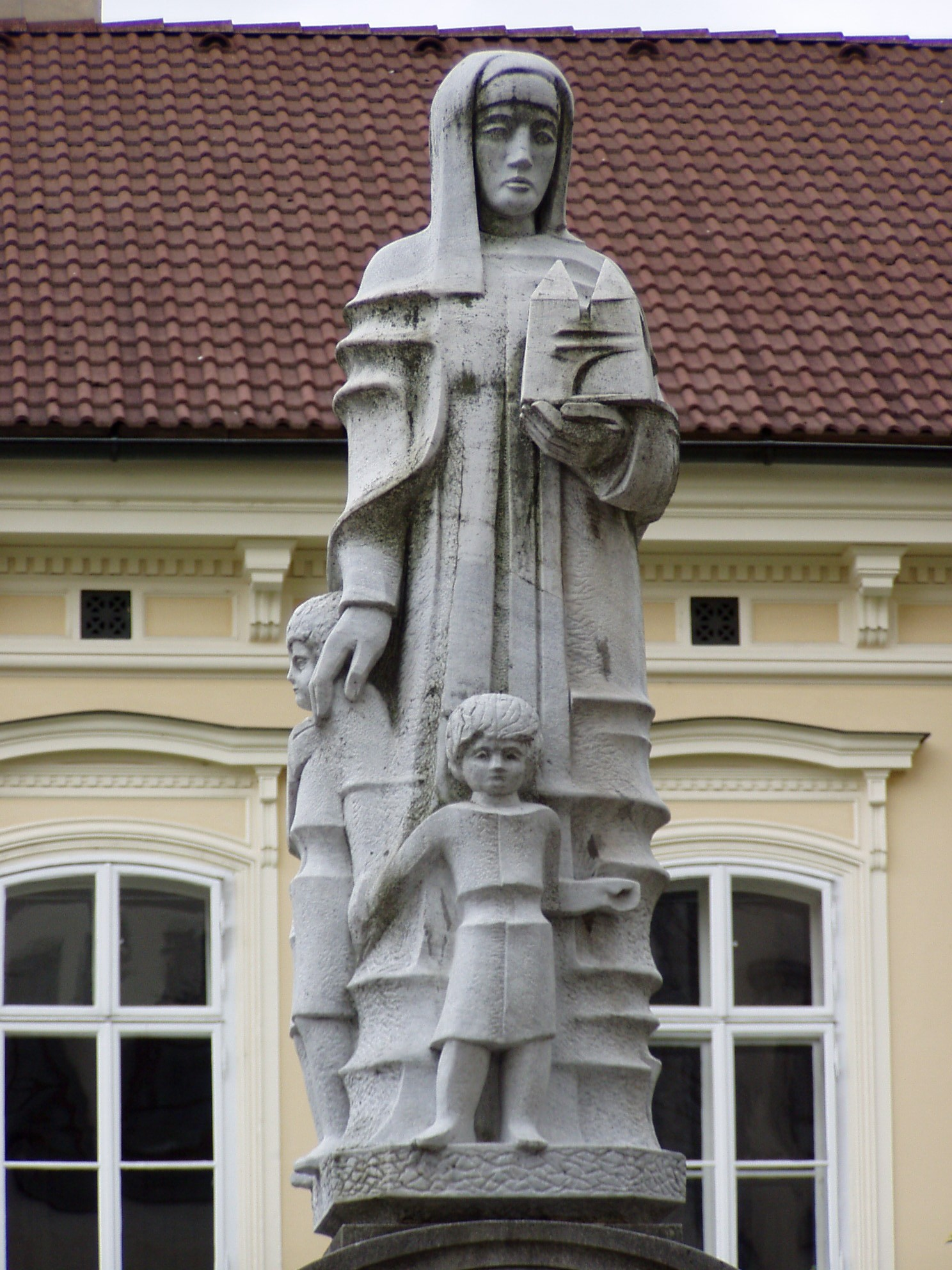
Escultura a la catedral de Klagenfurt, 1988
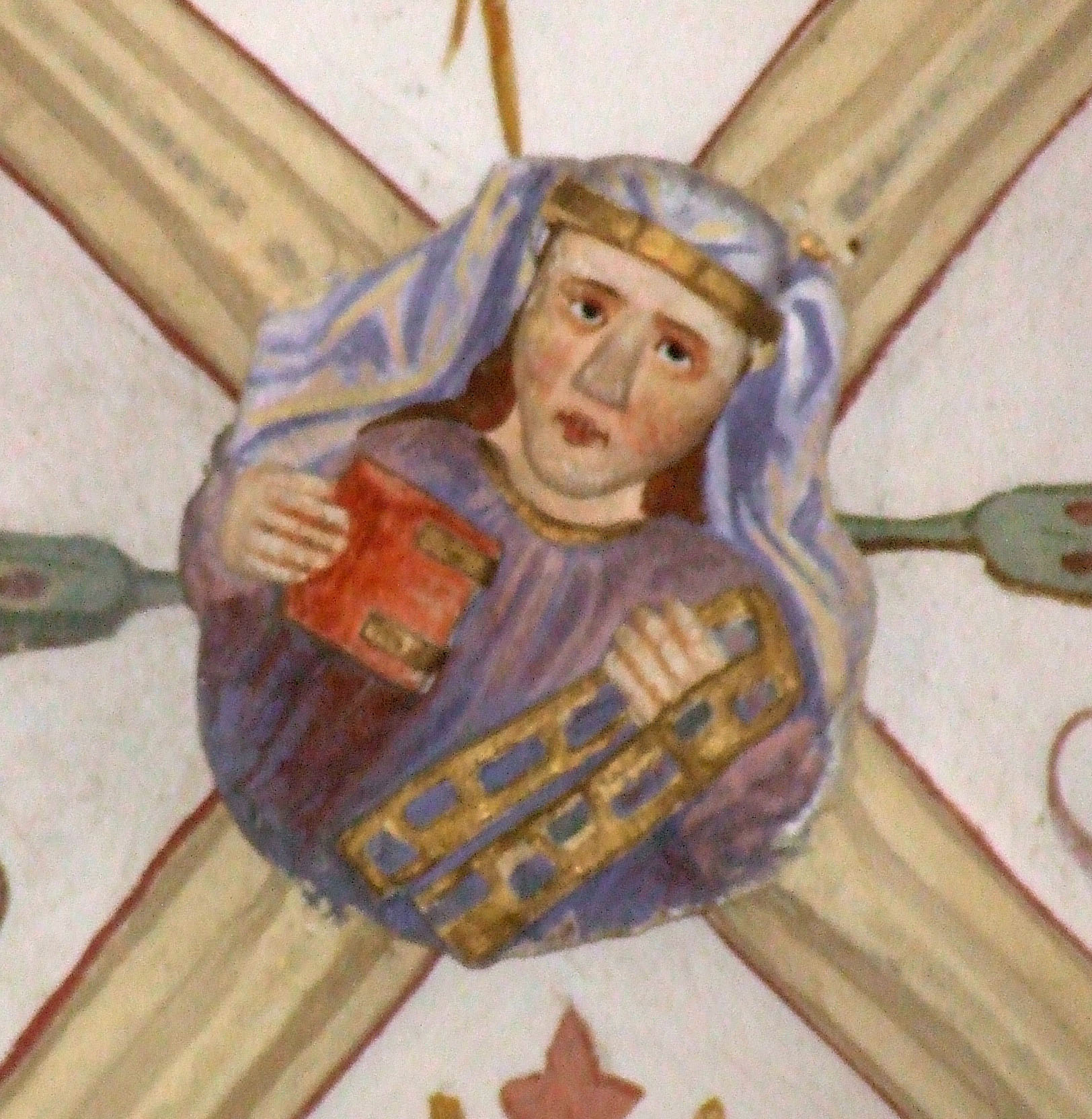
Clau de volta a Svetega Ruperta (Šentrupert)
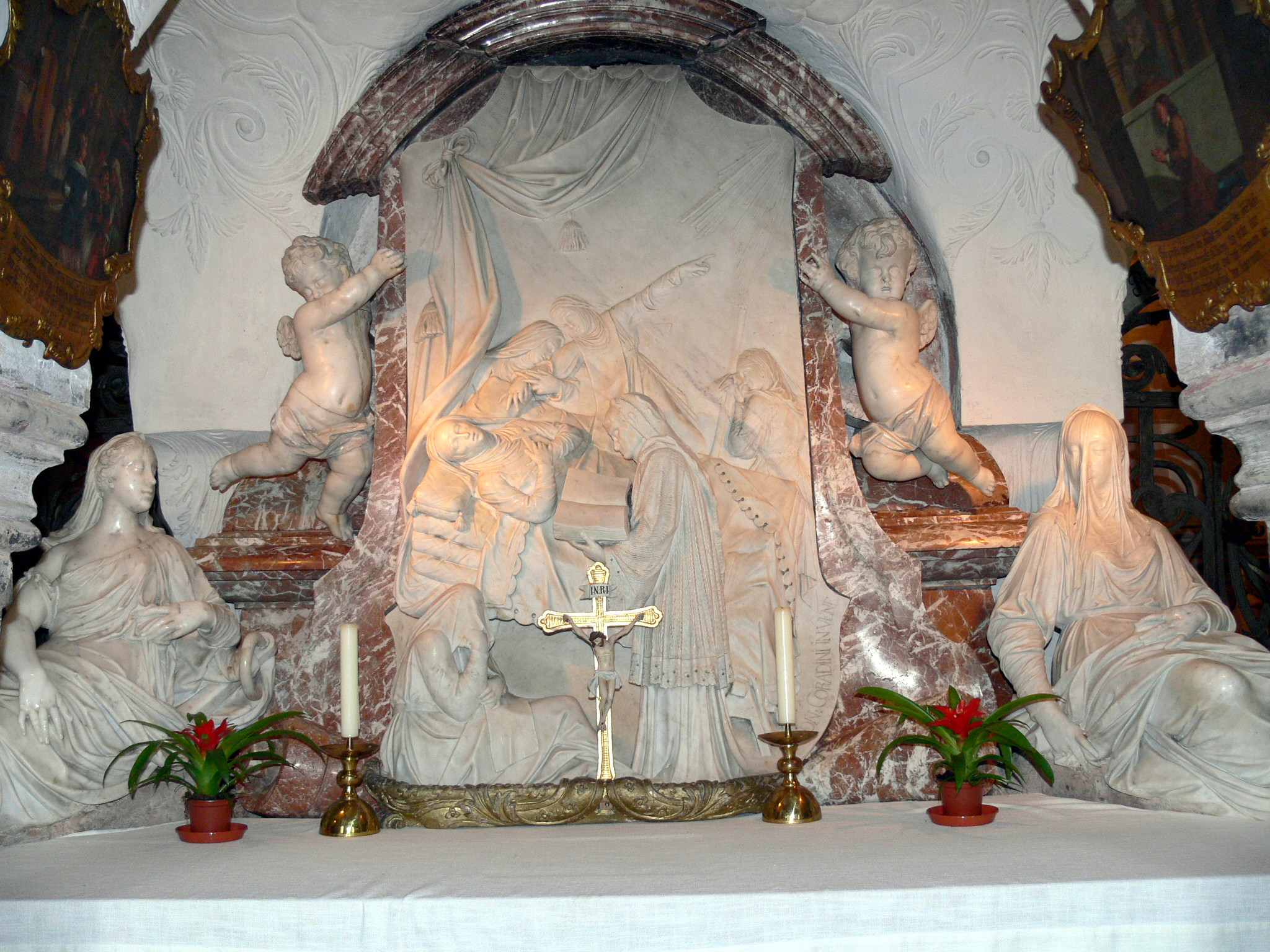
Tomba de la santa (Gurk), per Antonio Corradini, 1721
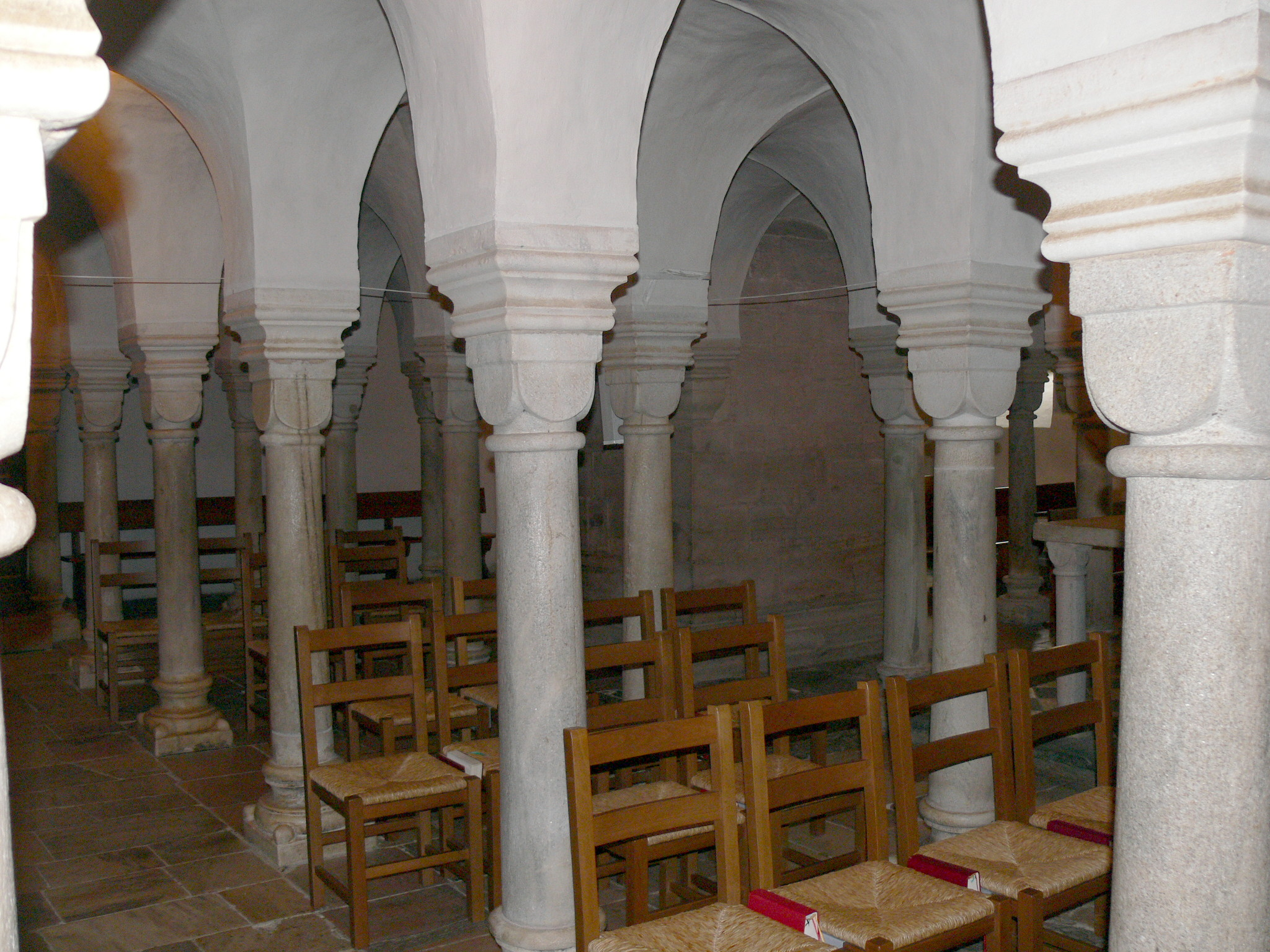
Cripta de la catedral de Gurk